# Gum FM
Gum Fm es una emisora radiofónica musical española. Sus estudios centrales están en el Valle de Arán y cuenta con cobertura limitada alrededor del alto pirineo y los alrededores cubriendo las comarcas del Valle de Arán, Alta Ribagorza, Pallars Sobirá, Pallars Jussá, Alto Urgel y Cerdaña.
Su programación se basa en una radio-fórmula de diversos éxitos que cuentan con un abanico amplio de géneros, además también se añade información acerca de la nieve y las estaciones de esquí del sector. En esta emisora se tienen en cuenta programas propios como ski gum, tatonevat, hit parade, jordi casas house, fórmula gum, retro gum, ja som aquí, sugar radio show entre muchos otros programas.
Esta emisora esta especializada en nieve deportes de montaña y playa, además de centrarse generalmente en los géneros de música electrónica, dance y house.

## Programas y presentadores
- Ski gum, con Joan Manel Parramon
- Ski GUM, con Joan Manel Parramon
- Tatonevat, con Tato Berini
- Fórmula gum
- Retro gum, con el Señor Casasmajor
- Tiësto’s Clublife, con Tiësto
- Sugar radio show con Robin Schulz
- Defected Radio Show, con Sam Divine
- Release yourself, con Roger Sanchez
- Milk & sugar radio mix, con Michael Kronenberger y Steven Harding
- Love to be..., con diferentes artistas
- Heartfeldt radio con Sam Feldt
- Musical freedom radio, con Tiësto
- Welcome hohme radio, con David Hohme
- Stereo productions
- Music in the air, con Villahangar captain
- Nuvolve, con Dj EZ
- The anjunabeats rising residency, con Anjunabeats
- Days like nights, con Eelke Kleijn
- In the mood, con Nicole Moudaber
- Cocodril club, con Albert Malla
- Rock'n'Classics, con Esteve Llop

## Frecuencias de Gum FM
FM
- Valle de Arán: 93.6, 93.9 y 103.0
- Cerdanya: 94.2
- Ribagorça: 99.3 y 93.9
- Pallars: 88.1 y 94.5